# Річард Ґай
Річард Кеннет Ґай (англ. Richard Kenneth Guy; 30 вересня 1916, Нанітон, Англія — 9 березня 2020) — британський математик, заслужений професор у Департаменті математики в Калгарському університеті.
Річард Ґай, напевно, найбільш відомий через своє співавторство (з Елвіном Берлекемпом та Джоном Конвеєм) у написанні книжки «Виграшні шляхи для ваших математичних ігор» («Winning Ways for your Mathematical Plays»), та авторстві книги «Нерозв'язані задачі теорії чисел» («Unsolved Problems in Number Theory»), але він також опублікував понад 100 статей і книг, що охоплюють комбінаторну теорію ігор, теорію чисел і теорію графів.
Також він частково розробив «посилений закон малих чисел» (англ. Strong Law of Small Numbers), який говорить: будь-яке невелике число з'являється в значно більшому числі контекстів, ніж це може здатися розумним, що призводить до багатьох, мабуть, дивовижних збігів у галузі математики, просто тому, що маленькі числа з'являються так часто, та все ж такі малі.
Крім того, у 1959 році Ґай знайшов многогранник (уністабільний многогранник, який завжди стоїть лише на одній грані), що має 19 граней. Лише 2012 року Андраш Бездек (Andras Bezdek) знайшов 18-гранник, а в 2014 Олександр Решетов (Alexander Reshetov) повідомив про 14-гранник з такими ж властивостями.
Ґай також винайшов планер у грі Джона Конвея «життя».
Річард Ґай також є помітною фігурою в галузі шахових етюдів. Він був одним з розробників кодексу коду Ґая — Блендфорда — Ройкрофта для класифікації досліджень, в якому їх близько 200. Він також обіймав посаду редактора з досліджень ендшпілю для британського шахового журналу від 1948 до 1951 року.
Ґай написав чотири статті з Палом Ердешем, що дало йому число Ердеша 1. Він також вирішив одну з проблем Ердеша.
Його син, Майкл Ґай — інформатик і математиком.

## Окремі видання

### Книжки
- Guy, Richard K. (2004). Unsolved problems in number theory (вид. 3rd edition). Springer. ISBN 978-0-387-20860-2. Архів оригіналу за 24 липня 2014. Процитовано 31 травня 2014.

### Друкописи
- Richard K. Guy (2001). Aviezri Fraenkel and Combinatorial Games (PDF). Electronic Journal of Combinatorics[en]. 8 (2). Архів оригіналу (PDF) за 24 лютого 2012. Процитовано 31 травня 2014.
- Béla Bollobás[en], Richard K. Guy (1983). Equitable and proportional coloring of trees. J. Comb. Theory, Ser. B. 34 (2): 177—186. doi:10.1016/0095-8956(83)90017-5. {{cite journal}}: Перевірте значення |author= (довідка)
- Richard K. Guy, Gerhard Ringel[en] (1976). Triangular embedding of Kn — K6. J. Comb. Theory, Ser. B. 21 (2): 140—145. doi:10.1016/0095-8956(76)90054-X. {{cite journal}}: Перевірте значення |author= (довідка)